# AVS Balloonmeeting

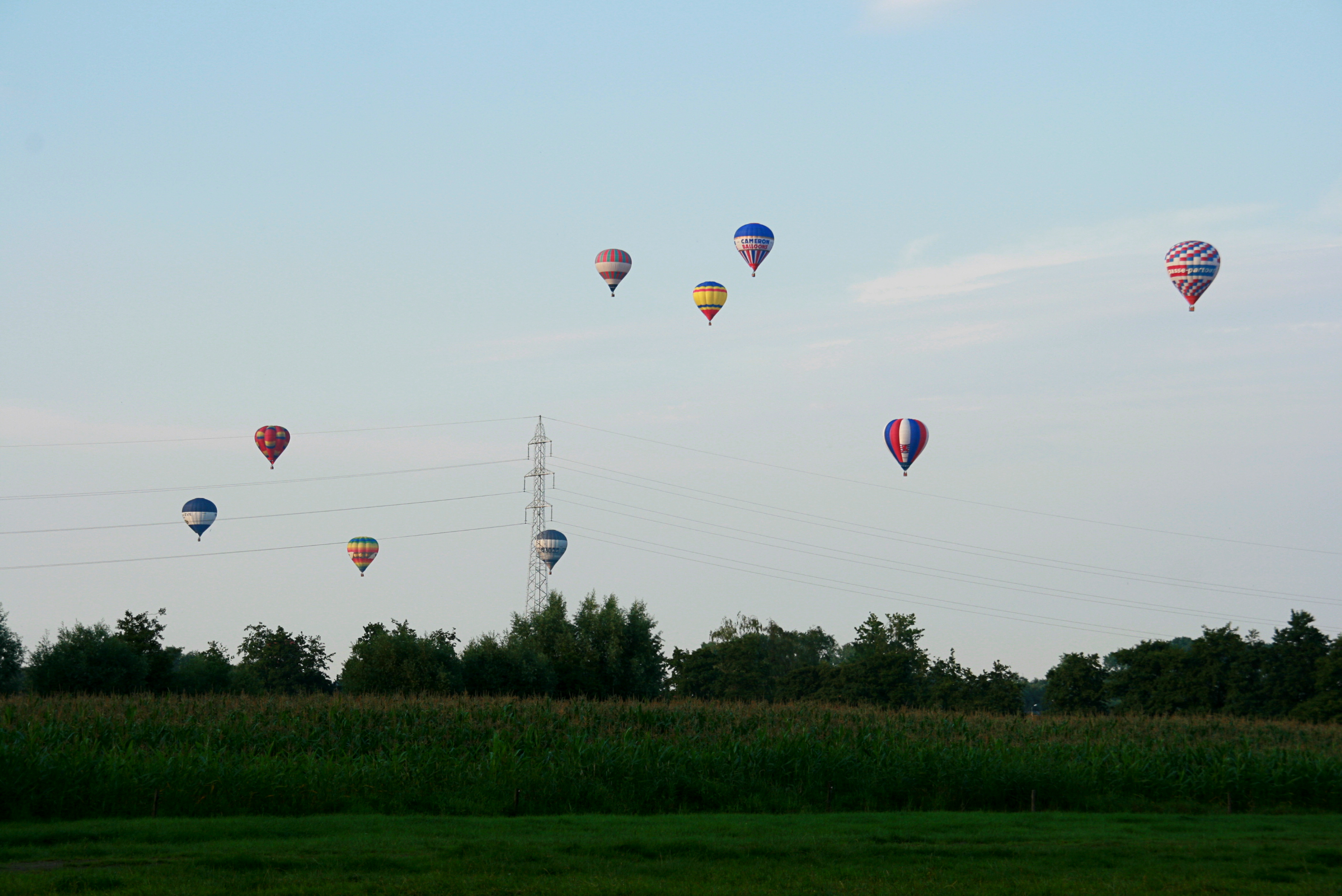
Heteluchtballonnen boven Eeklo tijdens de balloonmeeting in 2008

De AVS Balloonmeeting is een familie-evenement dat jaarlijks tijdens het laatste weekend van juli plaatsvindt in Oost-Vlaanderen, waarbij tientallen heteluchtballonnen opstijgen onder het toezien van duizenden toeschouwers. De organisatie is in handen van de vzw Meetjeslandse Balloonmeeting. Gedurende 34 jaar, van 1985 tot 2019, was Eeklo (de administratieve hoofdstad van het Meetjesland) immers de uitvalsbasis voor dit ballonfestival. In 2020 wijkt de AVS balloonmeeting uit naar Deinze, na onenigheid tussen de organisatie en het Eekloos stadsbestuur over de subsidiëring.
Piloten uit binnen- en buitenland nemen deel. De ballonnen hebben soms speciale vormen (bijvoorbeeld pilsglas, verfblik en aardbei) of opdrukken (bijvoorbeeld stripfiguur) die de aandacht trekken.

## Locatie

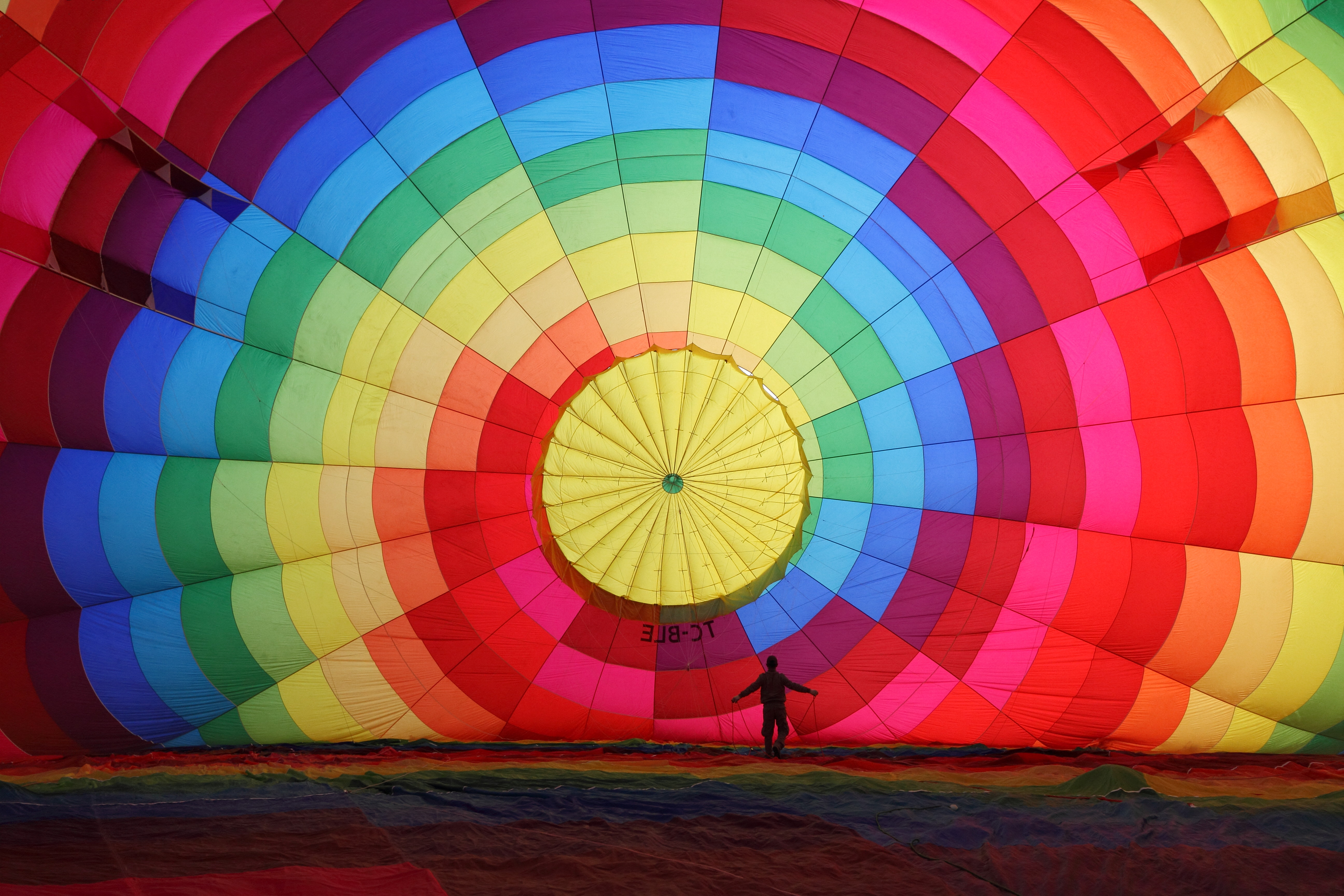
Het opblazen van een heteluchtballon

In Eeklo stijgen de ballonnen op vanop de terreinen achter de sporthal (Burgemeester Lionel Pussemierstraat). In Deinze vertrekt men vanaf De Brielmeersen.

## Vossenjacht
Tijdens de balloonmeeting wordt een 'vossenjacht' georganiseerd. Een vooraf geselecteerde ballon (de vos) vertrekt daarbij vanop het terrein en legt op zijn landingsplaats een groot wit kruis. De deelnemende ballonvaarders (de honden) vertrekken een vijftal minuten na de vos en proberen hun marker (een gewichtje waaraan een lint gebonden is) zo dicht mogelijk bij het witte kruis te laten vallen.

## Edities
| Editie | Jaar | Aantal deelnemende ballonnen (bij benadering) | Bijzonderheden |
| ------ | ---- | --------------------------------------------- | --- |
| 1      | 1985 | 30                                            | De ballonvaarders reden met hun auto en aanhangwagen door de straten van Eeklo, voorafgegaan door een stoet met fanfare.                                                                               |
| 19     | 2004 | 100                                           | Radio Donna's Zomertoer lokte opnieuw volk. |
| 23     | 2008 | 70                                            | |
| 25     | 2010 | 100                                           | Zilveren jubileum. Het aangekondigd bezoek van prins Laurent werd op het laatste moment afgelast. |
| 26     | 2011 | 80 à 100                                      | De legendarische ballonpiloot Bertrand Piccard werd door de Eeklose burgemeester uitgenodigd op de balloonmeeting. Een zeppelin was aanwezig.                                                          |
| 28     | 2013 | 60                                            | Optredens van Udo, Ian Thomas, Jessy, Luc Steeno e.a. |
| 29     | 2014 |                                               | Bij het opstijgen bleef een ballon achter een verlichtingspaal haken, echter met goede afloop. |
| 30     | 2015 |                                               | Zaterdag- en zondagavond ging geen enkele ballon de lucht in. Enkel de dauwvlucht op zondag kon doorgaan. Optreden van Gene Thomas.                                                                    |
| 31     | 2016 | 60                                            | |
| 32     | 2017 |                                               | Zaterdagavond en ook zondagochtend werden de vluchten geschrapt vanwege het slechte weer. Zondagavond kon wel gevlogen worden. Er was een replica te zien van de ballon van de gebroeders Montgolfier. |
| 33     | 2018 |                                               | Optredens van Baba Yega, Eeklonaar Tom Dice en Dean. |
| 34     | 2019 | 80                                            | Op zaterdag ging geen enkele ballon de lucht in vanwege het slechte weer, op zondag een paar. |
| 35     | 2020 | (nog niet gekend)                             | |

Bronnen